# Astragalus cedreti
Astragalus cedreti — вид квіткових рослин з родини бобових (Fabaceae). Ареал охоплює такі країни: Ліван (Ліван (хребет)).

## Середовище
Це багаторічна рослина, яка може виростати до 25 см. Зустрічається на кам'янистих луках та чагарниках на висоті від 1600 до 2400 м над рівнем моря. Період цвітіння триває з червня по липень. Вважається, що вид зустрічається у п'яти місцях. Основною загрозою, що існує по всьому ареалу поширення виду, є надмірний випас худоби. На плато будівництво доріг та використання позашляховиків для рекреаційної діяльності становлять загрозу для виду, оскільки це руйнує його природне середовище існування. Зміна клімату також слід розглядати як майбутню загрозу, яка серйозно вплине на весь ареал виду через посуху.